# Grane kommun
Grane kommun (norska: Grane kommune) är en kommun i landskapet Helgeland i Nordland fylke i norra Norge. Kommunens centralort och enda tätort är Trofors. Några andra orter i kommunen är Laksfors, Majavatn, Svenningdalen och Vasselv. Kommunen gränsar i norr mot Vefsns kommun, i öster mot Hattfjelldals kommun, i söder mot Røyrviks och Namsskogans kommuner och i väster mot Bindals och Brønnøy kommuner.

## Historia
Grane kommun var från början en del av Vefsns kommun, men skildes och bildade egen kommun år 1927. Under andra världskriget blev flera personer skjutna i samband med Majavatnaffären.

## Geografi
Stora delar av kommunen består av skogs- och fjällområden. Delar av Børgefjells nationalpark ligger i kommunen. Vid Trofors möts älvarna Austervefsna och Svenningdalselva och bildar tillsammans älven Vefsna.
Den största turistattraktionen i Grane är vattenfallet Laksforsen i Vefsna, belägen cirka 20 kilometer norr om Trofors.

## Näringsliv
De viktigaste näringsvägarna i kommunen är jordbruk och skogsbruk.

## Kommunikationer
Europaväg 6 och Nordlandsbanan passerar igenom kommunen i nord-sydlig riktning. Riksväg 73 utgår från Trofors och utgör en vägförbindelse österut till Hattfjelldal och Sverige medan fylkesväg 76 (Tosenvägen) startar i Vasselv och fortsätter västerut ut till kusten av Helgeland.

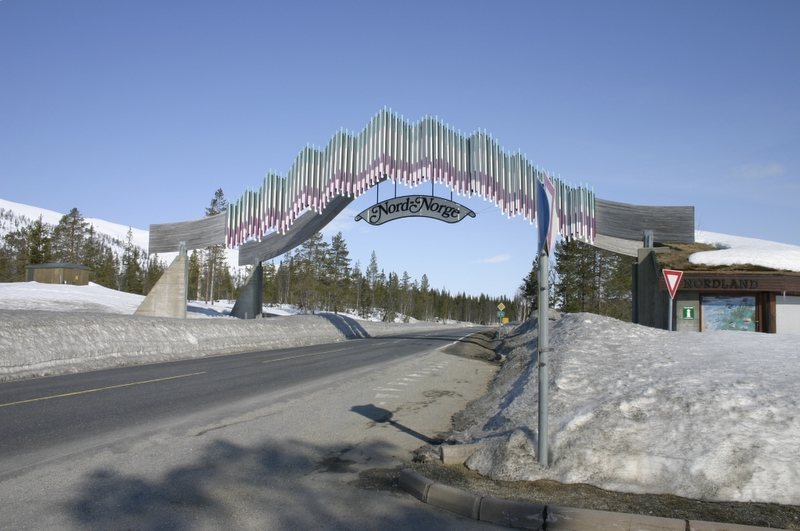
Europaväg 6 på gränsen mellan Namsskogans kommun i Trøndelag och Grane kommun i Nordnorge.

## Tätorter
I Grane kommun finns en tätort:
- Trofors (centralort)

## Socknar
Inom Norska kyrkan motsvaras Grane kommun av Grane socken i Indre Helgelands prosteri i Sør-Hålogalands stift.

## Kända personer
- Per Joar Hansen, fotbollstränare.